# Ниуэ (язык)
Язык ниуэ — язык ниуэанцев, один из полинезийских языков. Является официальным на острове Ниуэ. Общее число носителей — около 8 тысяч человек. Традиционное название — ko e vagahau Niuē.
Ниуэанский язык наиболее близок тонганскому языку, вместе с которым образует тонганскую группу полинезийских языков, более отдалённо маорийскому, самоанскому и гавайскому.

## Алфавит
Ниуэанский алфавит состоит из 17 букв, названия которых следующие: ā, ē, ī, ō, ū, fā, gā, hā, kā, lā, mō, nū, pī, tī, vī, rō, sā. Необходимо отметить, что буквы rō, sā стоят в конце алфавита и являются заимствованными буквами.
Гласные в языке ниуэ бывают или долгими, или краткими. На письме долгота обозначается специальной диакритикой — макроном (однако есть и исключения).

## Фонология
|         | передние | передние | средние | средние | задние | задние  |
|         | долгие   | краткие  | долгие  | краткие | долгие | краткие |
| верхние | [iː]     | [i]      |         |         | [uː]   | [u]     |
| средние | [eː]     | [e]      |         |         | [oː]   | [o]     |
| нижние  |          |          | [aː]    | [a]     |        |         |

Краткие гласные не обозначаются на письме макроном: mitaki (хороший), ufi (ямс). Долгие гласные на письме обозначаются макроном: laā (солнце), ō (идти).
|             | Губные  | Альвеолярные | Велярные | Глоттальные |
| ----------- | ------- | ------------ | -------- | ----------- |
| Взрывные    | [p]     | [t]          | [k]      |             |
| Фрикативные | [f] [v] | (s)          |          | [h]         |
| Носовые     | [m]     | [n]          | [ŋ]      |             |
| Плавные     |         | [l] (r)      |          |             |